# Philippe Darniche
Pour les articles homonymes, voir Darniche (homonymie).
Philippe Darniche, né le 23 février 1943, est un homme politique français. Il est maire de Mouilleron-le-Captif de 1983 à 2018 et sénateur de la Vendée de 1995 à 2014.

## Biographie
Secrétaire puis vice-président du Syndicat des Pharmaciens de la Vendée (1975-1981), vice-président puis président du groupement de pharmaciens Giphar-France (1981-1990).
Engagé dans la politique municipale aux côtés d'André Nicou, Philippe Darniche est élu maire de Mouilleron-le-Captif (Vendée) en 1983 à la succession de ce dernier. Il appartient alors à l'UDF.
Membre du Bureau national du Mouvement pour la France de Philippe de Villiers, dont il est parmi les fondateurs, il devient conseiller général dans le canton de La Roche-Sur-Yon Nord en 1992, puis est élu sénateur de la Vendée le 24 septembre 1995. Réélu en 2004 puis 2009, il est réélu maire en 2014 au premier tour avec 77,44 % des voix.
En 1998, il crée le Festival Face & Si à Mouilleron le Captif.
Il vote contre le Pacte budgétaire européen en octobre 2012.
Il annonce en février 2018 qu'il se retire de sa fonction de maire à compter de la fin du mois de mars 2018, pour accompagner en tant que conseiller son successeur, jusqu'à la fin de son mandat en 2020.

## Autres mandats
- Maire de Mouilleron-le-Captif (1983-2018)
- Conseiller général de la Vendée, canton de La Roche-sur-Yon Nord (1992-1998).
- Vice-président du Conseil général de la Vendée (1992-1998).
- Président de la Communauté de communes du Pays-Yonnais (2001-2008).
- Président de l'Association des communautés de communes et districts de Vendée (2001-2008).
- Président de la Fédération de Vendée du Mouvement pour la France depuis 1995.

## Décoration
- Chevalier de la Légion d'honneur (2025)[3].